# Vukašin Mrnjavčević

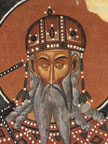
En fresk av Vukašin från det serbisk-ortodoxa klostret Psača.

Vukašin Mrnjavčević (serbisk kyrilliska: Вукашин Мрњавчевић, makedonska: Волкашин, translitteration: Volkašin), under hans livstid uttalades namnet Vlkašin, född cirka 1320, död 1371, var en serbisk medeltida regent som regerade från 1365 till 1371 i dagens centrala och nordvästra Makedonien.

## Biografi
Vukašin Mrnjavčević omnämns i mars 1350 som župan av Prilep och gavs senare 1364 titeln despot av Serbiska imperiets tsar Stefan Uroš V. År 1365 kröntes han till kung över serber och greker och blev medregent till tsar Uroš.
Han regerade över ett område i Makedonien som inkluderar Prizren, Skopje, Prilep och Ohrid och han hade goda relationer till sin bror despot Jovan Uglješa, vilken regerade i området omkring Serres. Senare blev Vukašin tillräckligt stark för att trotsa tsar Uroš och föra en egen politik utan tsarens inverkan. Uroš och ett par av hans bundsförvanter försökte stoppa Vukašin med militära medel och en sammandrabbning skedde vid Kosovo 1369, ur vilken Vukašin gick segrande. Resultat blev att Vukašin regerade allena och Uroš lämnades maktlös.
År 1371 bildade han en koalition tillsammans med sin bror mot de osmanska turkarna. Andra serbiska feodalherrar avstod från att ingå i koalitionen då ville värna sina egna intressen. Den 70 000 man starka koalitionsarmén mötte den osmanska armén, ledd av bejlerbej av Rumelien, Lala Şâhin Paşa, under slaget vid Maritsa den 26 september 1371. Den numerärt större koalitionsarmén besegrades av osmanernas överlägsna taktik. Vukašins styrkor krossades och han själv omkom under slaget.

## Genealogi

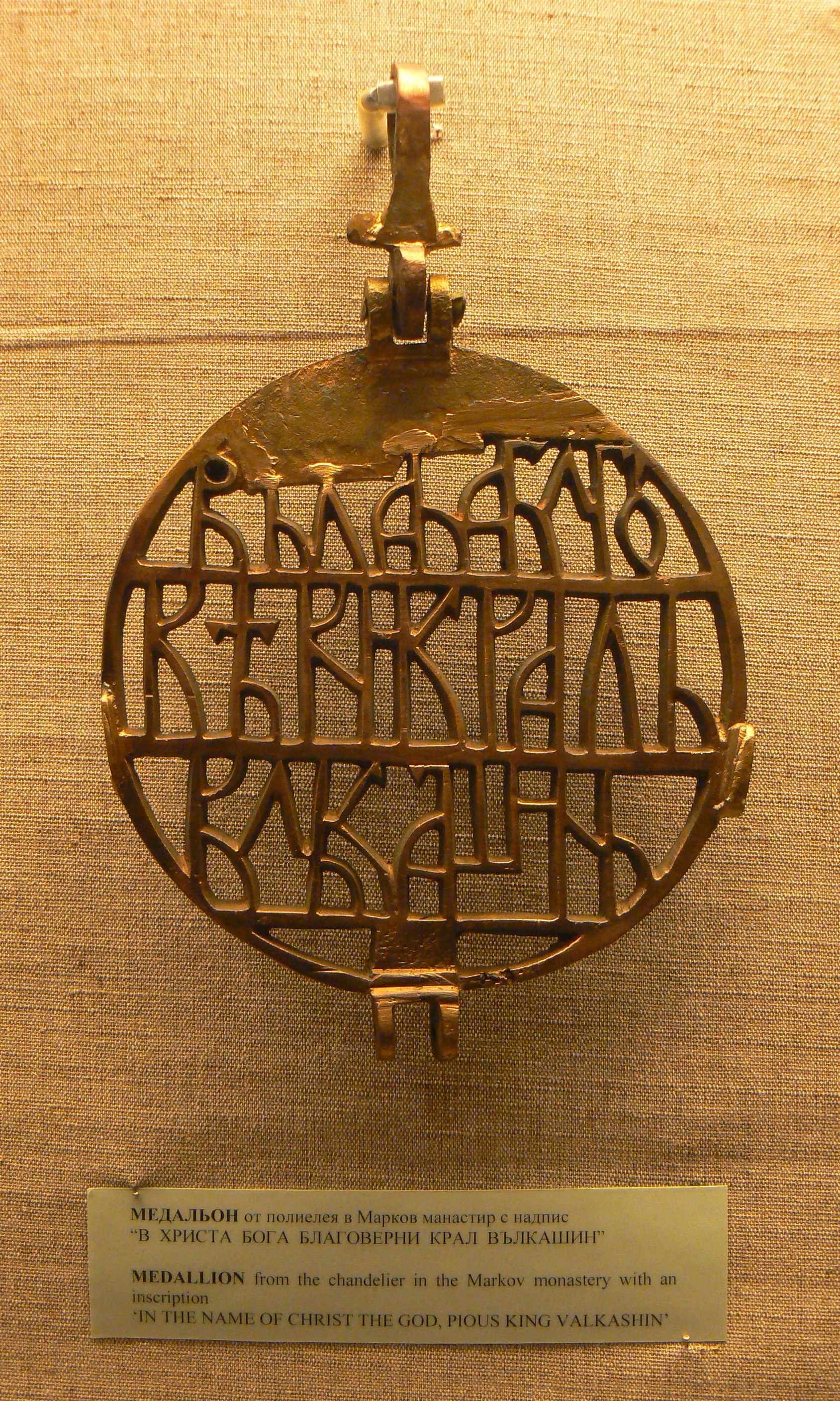

Den tillgängliga informationen om familjen Mrnjavčević genealogi är knapphändig och vag. Den kroatiske historikern Mavro Orbini från republiken Dubrovnik skrev i Il Regino degli Slavi 1601 att Vukašins far var en provinsiell adelsman från byn Opanci i Dalmatien och kallades Mrnjava, medan Mikhail Kalanskij i Iuzhno-slavijanskija skzaniia o Kraljeviche Marke 1894 anger att familjen är av bosniskt ursprung från Trebinje i Hum.
Vukašin hade tillsammans med sin fru Elena sönerna Marko, Andrijaš och Dmitar, samt dottern Olivera som var gift med Đurađ I Balšić.

## Historiografi
Mavro Orbins historiografi betraktar det sönderfallande serbiska tsardömet efter Stefan Dušan som ett sydslaviskt och panslaviskt imperium i överensstämmelse med den rådande ideologin i illyriska rörelsen .
I makedonsk historiografi betraktas Vukašin, Marko och Vukašins bror Uglješa som feodala serber men också som makedoniska regenter . Av makedonierna ses Vukašin Mrnjavčević och Marko Kraljevićs kungarike som en fas i utvecklingen av den makedonska nationen mellan tsar Samuils rike 967–1014 och Kruševorepubliken 1903.